# Belak
Belak je priimek v Sloveniji, ki ga je po podatkih Statističnega urada Republike Slovenije na dan 1. januarja 2010 uporabljalo 308 oseb in je med vsemi priimki po pogostosti uporabe uvrščen na 1.258. 

## Znani slovenski nosilci priimka
- Darko Belak, pravnik, sodnik
- Janko Belak (*1946), ekonomist, strok. za menedžment, univ. prof.
- Jernej Belak, ekonomist, politika podjetja in strateški management (prof. UM)
- Jure Belak, gorski kolesar
- Ljerka Belak (1948—2021), igralka
- Mateja Belak, arheologinja
- Mojca Belak, jezikoslovka anglistka
- Slavko Belak (1932—1989), igralec, uslužbenec UNZ
- Stane Belak - Šrauf (1940—1995), alpinist
- Teja Belak (*1994), telovadka

## Znani tuji nosilci priimka
- Ivan Belák, slovaški nogometaš
- Wade Belak (*1976), kanadski hokejist